# Lernanthropus nobilis
Lernanthropus nobilis is een eenoogkreeftjessoort uit de familie van de Lernanthropidae. De wetenschappelijke naam van de soort is voor het eerst geldig gepubliceerd in 1865 door Heller.